# Юган Еурен
Юган Еурен  (швед. Johan Eurén, 18 травня 1985) — шведський борець, олімпійський медаліст, бронзовий призер Чемпіонату світу, триразовий бронзовий призер Чемпіонатів Європи, бронзовий призер Кубку світу.

## Життєпис
Боротьбою почав займатися з 1992 року. Був бронзовим призером чемпіонату Європи 2005 року серед юніорів.
Виступає за борцівський клуб Örgryte IS, Гетеборг. Тренер — Мохамад Бабулфат.

## Спортивні результати на міжнародних змаганнях

### Виступи на Олімпіадах
| Змагання                    | Збірна | Вагова категорія                  | Місце  |
| --------------------------- | ------ | --------------------------------- | ------ |
| Літні Олімпійські ігри 2012 | Швеція | греко-римська боротьба, до 120 кг | Бронза |
| Літні Олімпійські ігри 2016 | Швеція | греко-римська боротьба, до 130 кг | 8      |

### Виступи на Чемпіонатах світу
| Змагання                        | Збірна | Вагова категорія                  | Місце  |
| ------------------------------- | ------ | --------------------------------- | ------ |
| Чемпіонат світу з боротьби 2010 | Швеція | греко-римська боротьба, до 120 кг | 9      |
| Чемпіонат світу з боротьби 2011 | Швеція | греко-римська боротьба, до 120 кг | 12     |
| Чемпіонат світу з боротьби 2013 | Швеція | греко-римська боротьба, до 120 кг | Бронза |
| Чемпіонат світу з боротьби 2014 | Швеція | греко-римська боротьба, до 130 кг | 7      |

### Виступи на Чемпіонатах Європи
| Змагання                         | Збірна | Вагова категорія                  | Місце  |
| -------------------------------- | ------ | --------------------------------- | ------ |
| Чемпіонат Європи з боротьби 2010 | Швеція | греко-римська боротьба, до 120 кг | Бронза |
| Чемпіонат Європи з боротьби 2011 | Швеція | греко-римська боротьба, до 120 кг | 5      |
| Чемпіонат Європи з боротьби 2014 | Швеція | греко-римська боротьба, до 130 кг | Бронза |
| Чемпіонат Європи з боротьби 2016 | Швеція | греко-римська боротьба, до 130 кг | Бронза |

### Виступи на Кубках світу
| Змагання                    | Збірна | Вагова категорія                  | Місце  |
| --------------------------- | ------ | --------------------------------- | ------ |
| Кубок світу з боротьби 2010 | Швеція | греко-римська боротьба, до 120 кг | Бронза |
| Кубок світу з боротьби 2015 | Швеція | греко-римська боротьба, до 130 кг | 6      |

### Виступи на інших змаганнях
| Змагання                                                         | Збірна | Вагова категорія                  | Місце  |
| ---------------------------------------------------------------- | ------ | --------------------------------- | ------ |
| Північний чемпіонат з боротьби 2005                              | Швеція | греко-римська боротьба, до 96 кг  | Бронза |
| Північний чемпіонат з боротьби 2006                              | Швеція | греко-римська боротьба, до 120 кг | Бронза |
| Північний чемпіонат з боротьби 2007                              | Швеція | греко-римська боротьба, до 120 кг | Золото |
| Олімпійський кваліфікаційний турнір з боротьби 2008 (Роме-Остія) | Швеція | греко-римська боротьба, до 120 кг | 9      |
| Північний чемпіонат з боротьби 2008                              | Швеція | греко-римська боротьба, до 120 кг | Золото |
| Гран-прі Німеччини з боротьби 2009                               | Швеція | греко-римська боротьба, до 120 кг | Золото |
| Турнір Германа Каре 2010                                         | Швеція | греко-римська боротьба, до 120 кг | Золото |
| Гран-прі Німеччини з боротьби 2010                               | Швеція | греко-римська боротьба, до 120 кг | Срібло |
| Міжнародний меморіал Дейва Шульца 2011                           | Швеція | греко-римська боротьба, до 120 кг | Золото |
| Гран-прі Іспанії з боротьби 2011                                 | Швеція | греко-римська боротьба, до 120 кг | Золото |
| Кубок Хапаранди з боротьби 2011                                  | Швеція | греко-римська боротьба, до 120 кг | Золото |
| Тестовий турнір FILA 2011                                        | Швеція | греко-римська боротьба, до 120 кг | Бронза |
| Тор Мастерс 2012                                                 | Швеція | греко-римська боротьба, до 120 кг | Золото |
| Турнір Дана Колова — Николи Петрова 2012                         | Швеція | греко-римська боротьба, до 120 кг | Бронза |
| Олімпійський кваліфікаційний турнір з боротьби 2012 (Тайюань)    | Швеція | греко-римська боротьба, до 120 кг | Бронза |
| Кубок Азовмаша 2012                                              | Швеція | греко-римська боротьба, до 120 кг | Бронза |
| Гран-прі Іспанії з боротьби 2012                                 | Швеція | греко-римська боротьба, до 120 кг | Золото |
| Меморіал Кристьяна Палусалу 2012                                 | Швеція | греко-римська боротьба, до 120 кг | Золото |
| Кубок Хапаранди з боротьби 2012                                  | Швеція | греко-римська боротьба, до 120 кг | Золото |
| Міжнародний меморіал Дейва Шульца 2013                           | Швеція | греко-римська боротьба, до 120 кг | Золото |
| Північний чемпіонат з боротьби 2013                              | Швеція | греко-римська боротьба, до 120 кг | Золото |
| Кубок Азовмаша 2013                                              | Швеція | греко-римська боротьба, до 120 кг | Золото |
| Гран-прі Німеччини з боротьби 2013                               | Швеція | греко-римська боротьба, до 120 кг | Золото |
| Кубок Владислава Пітласинські 2013                               | Швеція | греко-римська боротьба, до 120 кг | Золото |
| Кубок Хапаранди з боротьби 2013                                  | Швеція | греко-римська боротьба, до 120 кг | Золото |
| Кубок Ядегара Імама 2014                                         | Швеція | греко-римська боротьба, до 130 кг | Золото |
| Тор Мастерс 2014                                                 | Швеція | греко-римська боротьба, до 130 кг | Золото |
| Золотий Гран-прі з боротьби 2014 (Сомбатгей)                     | Швеція | греко-римська боротьба, до 130 кг | Бронза |
| Відкритий чемпіонат Стокгольма з боротьби 2014                   | Швеція | греко-римська боротьба, до 130 кг | Золото |
| Золотий Гран-прі з боротьби 2014 (Баку)                          | Швеція | греко-римська боротьба, до 130 кг | 7      |
| Міжнародний меморіал Білла Фаррелла 2014                         | Швеція | греко-римська боротьба, до 130 кг | Золото |
| Кубок Бразилії з боротьби 2014                                   | Швеція | греко-римська боротьба, до 130 кг | Золото |
| Гран-прі FILA 2015                                               | Швеція | греко-римська боротьба, до 130 кг | 16     |
| Північний чемпіонат з боротьби 2015                              | Швеція | греко-римська боротьба, до 130 кг | Золото |
| Олімпійський кваліфікаційний турнір з боротьби 2016 (Улан-Батор) | Швеція | греко-римська боротьба, до 130 кг | 9      |
| Олімпійський кваліфікаційний турнір з боротьби 2016 (Стамбул)    | Швеція | греко-римська боротьба, до 130 кг | Золото |
| Гран-прі Німеччини з боротьби 2016                               | Швеція | греко-римська боротьба, до 130 кг | 5      |